# Clasificación de Concacaf para la Copa Mundial de Fútbol de 2026
La Clasificación de Concacaf para la Copa Mundial de Fútbol de 2026 es el torneo que determina a los clasificados por parte de la Confederación de Norteamérica, Centroamérica y el Caribe de Fútbol (Concacaf) a la Copa Mundial de Fútbol de 2026 a realizarse en México, Estados Unidos y Canadá. La competencia inició en marzo de 2024.
Un total de 3 cupos directos y 2 al Torneo de Repechajes están disponibles para las selecciones miembros debido a la expansión de la Copa Mundial de Fútbol a 48 equipos en su fase final.

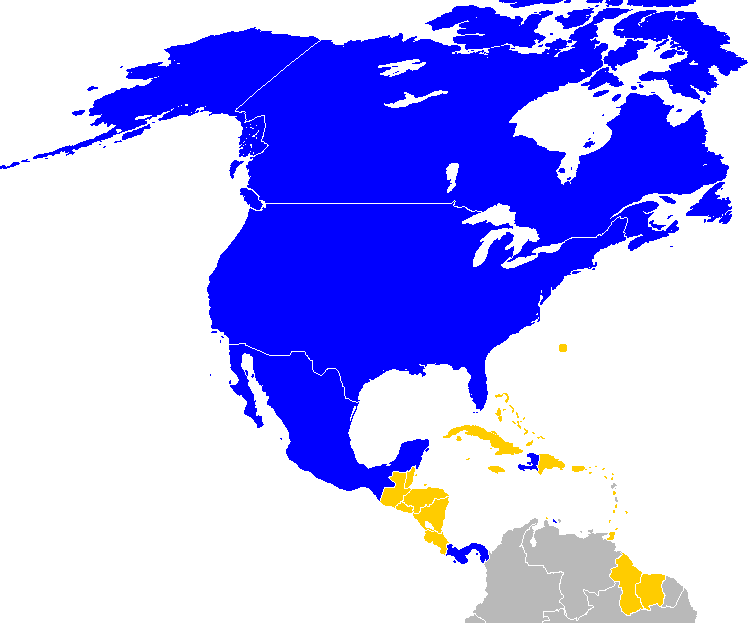
Clasificado
Aún puede clasificarse
Eliminado
No forma parte de la Concacaf

## Equipos participantes
De las 41 asociaciones nacionales afiliadas a la Concacaf, solo 32 participarán en este certamen.
Las asociaciones de Guayana Francesa, San Martín, Sint Marteen, Bonaire, Guadalupe y Martinica son miembros de la Concacaf, pero no pueden participar en el torneo por no ser miembros de la FIFA.
Las asociaciones de Canadá, Estados Unidos y México no van a participar, por ser los anfitriones de la Copa del Mundo de 2026 y obtuvieron su clasificación automáticamente.
| Segunda ronda bombo 1 | Segunda ronda bombo 2 | Segunda ronda bombo 3 |
| --- | --- | --- |
| 1. Panamá (41) 2. Costa Rica (52) 3. Jamaica (55) 4. Honduras (76) 5. El Salvador (78) 6. Haití (89)                                   | 7. Curazao (90) 8. Trinidad y Tobago (96) 9. Guatemala (108) 10. Nicaragua (134) 11. Antigua y Barbuda (142) 12. Surinam (143) | 13. San Cristóbal y Nieves (147) 14. República Dominicana (151) 15. Guyana (157) 16. Puerto Rico (159) 17. Santa Lucía (167) 18. Cuba (169) |
| Segunda ronda bombo 4 | Segunda ronda bombo 5 | Ingresan a la primera ronda |
| 19. Bermudas (171) 20. San Vicente y las Granadinas (173) 21. Granada (174) 22. Montserrat (176) 23. Barbados (178) 24. Dominica (180) | 25. Belice (182) 26. Aruba (193) 27. Islas Caimán (197) 28. Bahamas (202)                                                      | 29. Islas Turcas y Caicos (206) 30. Islas Vírgenes Británicas (207) 31. Islas Vírgenes de los Estados Unidos (208) 32. Anguila (209)        |

## Calendario
A continuación se muestra el calendario del torneo de acuerdo al calendario de competencias de la Concacaf.
| \| Ronda \| Jornada \| Fecha \| \| ------------------------------- \| --------- \| ---------------------------------------- \| \| Primera ronda (Fase preliminar) \| Ida \| 22 de marzo de 2024 \| \| Primera ronda (Fase preliminar) \| Vuelta \| 26 de marzo de 2024 \| \| Segunda ronda (Fase de grupos) \| Jornada 1 \| 5 y 6 de junio de 2024 \| \| Segunda ronda (Fase de grupos) \| Jornada 2 \| 8 y 9 de junio de 2024 \| \| Segunda ronda (Fase de grupos) \| Jornada 3 \| 11 de junio de 2024 y 4 de junio de 2025 \| \| Segunda ronda (Fase de grupos) \| Jornada 4 \| 6 y 7 de junio de 2025 \| \| Segunda ronda (Fase de grupos) \| Jornada 5 \| 10 de junio de 2025 \| \| Tercera ronda (Fase Final) \| Jornada 1 \| 4-9 de septiembre de 2025 \| \| Tercera ronda (Fase Final) \| Jornada 2 \| 4-9 de septiembre de 2025 \| \| Tercera ronda (Fase Final) \| Jornada 3 \| 9-14 de octubre de 2025 \| \| Tercera ronda (Fase Final) \| Jornada 4 \| 9-14 de octubre de 2025 \| \| Tercera ronda (Fase Final) \| Jornada 5 \| 13-18 de noviembre de 2025 \| \| Tercera ronda (Fase Final) \| Jornada 6 \| 13-18 de noviembre de 2025 \| |           |                                          |
| Ronda | Jornada   | Fecha                                    |
| Primera ronda (Fase preliminar) | Ida       | 22 de marzo de 2024                      |
| Primera ronda (Fase preliminar) | Vuelta    | 26 de marzo de 2024                      |
| Segunda ronda (Fase de grupos) | Jornada 1 | 5 y 6 de junio de 2024                   |
| Segunda ronda (Fase de grupos) | Jornada 2 | 8 y 9 de junio de 2024                   |
| Segunda ronda (Fase de grupos) | Jornada 3 | 11 de junio de 2024 y 4 de junio de 2025 |
| Segunda ronda (Fase de grupos) | Jornada 4 | 6 y 7 de junio de 2025                   |
| Segunda ronda (Fase de grupos) | Jornada 5 | 10 de junio de 2025                      |
| Tercera ronda (Fase Final) | Jornada 1 | 4-9 de septiembre de 2025                |
| Tercera ronda (Fase Final) | Jornada 2 | 4-9 de septiembre de 2025                |
| Tercera ronda (Fase Final) | Jornada 3 | 9-14 de octubre de 2025                  |
| Tercera ronda (Fase Final) | Jornada 4 | 9-14 de octubre de 2025                  |
| Tercera ronda (Fase Final) | Jornada 5 | 13-18 de noviembre de 2025               |
| Tercera ronda (Fase Final) | Jornada 6 | 13-18 de noviembre de 2025               |

## Primera ronda
La primera ronda se jugó entre las cuatro asociaciones miembro con el ranking más bajo (según el ranking masculino de la FIFA de noviembre de 2023).
Los enfrentamientos quedaron definidos mediante este sistema:
- Selección nacional con mejor ranking vs selección nacional con peor ranking.
- Segunda selección nacional mejor clasificada vs tercera selección nacional mejor clasificada.

Los partidos fueron en ida y vuelta, se llevaron a cabo en el mes de marzo de 2024 y clasificaron a la segunda  ronda los dos ganadores de ambas series.
| Equipo 1                      | Agr.         | Equipo 2                  | Ida | Vuelta |
| ----------------------------- | ------------ | ------------------------- | --- | ------ |
| Anguila                       | 1–1 (4–3 p.) | Islas Turcas y Caicos     | 0–0 | 1–1    |
| Islas Vírgenes de los EE. UU. | 1–1 (2–4 p.) | Islas Vírgenes Británicas | 1–1 | 0–0    |

## Segunda ronda
30 selecciones, divididas en 6 grupos de 5 equipos, participaron de esta ronda, 2 provenientes de la fase anterior y 28 de esta fase. En cada grupo se jugaron 5 fechas y cada equipo jugó 4 partidos, 2 en casa y 2 de visita. Los partidos se jugaron entre el 5 de junio de 2024 y el 10 de junio de 2025; clasificaron a la tercera ronda los 2 primeros de cada grupo.

### Grupo A
| Pos. | Equipo            | Pts. | PJ | G | E | P | GF | GC | Dif. | Clasificación |
| ---- | ----------------- | ---- | -- | - | - | - | -- | -- | ---- | ------------- |
| 1    | Honduras          | 12   | 4  | 4 | 0 | 0 | 12 | 2  | +10  | Tercera ronda |
| 2    | Bermudas          | 7    | 4  | 2 | 1 | 1 | 9  | 8  | +1   | Tercera ronda |
| 3    | Cuba              | 6    | 4  | 2 | 0 | 2 | 6  | 5  | +1   |               |
| 4    | Islas Caimán      | 3    | 4  | 1 | 0 | 3 | 1  | 9  | −8   |               |
| 5    | Antigua y Barbuda | 1    | 4  | 0 | 1 | 3 | 1  | 5  | −4   |               |

 Fuente: Concacaf
FIFA
Criterios de clasificación: criterios FIFA de desempate
| \| Fecha \| Lugar \| Local \| \| Resultado \| \| Visitante \| \| ------------------- \| ---------------- \| ----------------- \| \| --------- \| \| ----------------- \| \| 5 de junio de 2024 \| Saint John \| Antigua y Barbuda \| \| 1 – 1 \| \| Bermudas \| \| 6 de junio de 2024 \| Tegucigalpa \| Honduras \| \| 3 – 1 \| \| Cuba \| \| 8 de junio de 2024 \| George Town \| Islas Caimán \| \| 1 – 0 \| \| Antigua y Barbuda \| \| 9 de junio de 2024 \| Devonshire \| Bermudas \| \| 1 – 6 \| \| Honduras \| \| Cancelado[n. 1] \| Santiago de Cuba \| Cuba \| \| 3 – 0 \| \| Islas Caimán \| \| 4 de junio de 2025 \| Devonshire \| Bermudas \| \| 5 – 0 \| \| Islas Caimán \| \| 6 de junio de 2025 \| Saint John \| Antigua y Barbuda \| \| 0 – 1 \| \| Cuba \| \| 7 de junio de 2025 \| George Town \| Islas Caimán \| \| 0 – 1 \| \| Honduras \| \| 10 de junio de 2025 \| Santiago de Cuba \| Cuba \| \| 1 – 2 \| \| Bermudas \| \| 10 de junio de 2025 \| Tegucigalpa \| Honduras \| \| 2 – 0 \| \| Antigua y Barbuda \| |                  |                   |                              |           |                              |                   |
| Fecha | Lugar            | Local             |                              | Resultado |                              | Visitante         |
| 5 de junio de 2024 | Saint John       | Antigua y Barbuda | Bandera de Antigua y Barbuda | 1 – 1     | Bandera de Bermudas          | Bermudas          |
| 6 de junio de 2024 | Tegucigalpa      | Honduras          | Bandera de Honduras          | 3 – 1     | Bandera de Cuba              | Cuba              |
| 8 de junio de 2024 | George Town      | Islas Caimán      | Bandera de Islas Caimán      | 1 – 0     | Bandera de Antigua y Barbuda | Antigua y Barbuda |
| 9 de junio de 2024 | Devonshire       | Bermudas          | Bandera de Bermudas          | 1 – 6     | Bandera de Honduras          | Honduras          |
| Cancelado | Santiago de Cuba | Cuba              | Bandera de Cuba              | 3 – 0     | Bandera de Islas Caimán      | Islas Caimán      |
| 4 de junio de 2025 | Devonshire       | Bermudas          | Bandera de Bermudas          | 5 – 0     | Bandera de Islas Caimán      | Islas Caimán      |
| 6 de junio de 2025 | Saint John       | Antigua y Barbuda | Bandera de Antigua y Barbuda | 0 – 1     | Bandera de Cuba              | Cuba              |
| 7 de junio de 2025 | George Town      | Islas Caimán      | Bandera de Islas Caimán      | 0 – 1     | Bandera de Honduras          | Honduras          |
| 10 de junio de 2025 | Santiago de Cuba | Cuba              | Bandera de Cuba              | 1 – 2     | Bandera de Bermudas          | Bermudas          |
| 10 de junio de 2025 | Tegucigalpa      | Honduras          | Bandera de Honduras          | 2 – 0     | Bandera de Antigua y Barbuda | Antigua y Barbuda |

### Grupo B
| Pos. | Equipo                 | Pts. | PJ | G | E | P | GF | GC | Dif. | Clasificación |
| ---- | ---------------------- | ---- | -- | - | - | - | -- | -- | ---- | ------------- |
| 1    | Costa Rica             | 12   | 4  | 4 | 0 | 0 | 17 | 1  | +16  | Tercera ronda |
| 2    | Trinidad y Tobago      | 7    | 4  | 2 | 1 | 1 | 16 | 7  | +9   | Tercera ronda |
| 3    | Granada                | 7    | 4  | 2 | 1 | 1 | 11 | 7  | +4   |               |
| 4    | San Cristóbal y Nieves | 3    | 4  | 1 | 0 | 3 | 5  | 13 | −8   |               |
| 5    | Bahamas                | 0    | 4  | 0 | 0 | 4 | 1  | 22 | −21  |               |

 Fuente: Concacaf
FIFA
Criterios de clasificación: criterios FIFA de desempate
| \| Fecha \| Lugar \| Local \| \| Resultado \| \| Visitante \| \| ------------------- \| ----------------------------------- \| ---------------------- \| \| --------- \| \| ---------------------- \| \| 5 de junio de 2024 \| Puerto España \| Trinidad y Tobago \| \| 2 – 2 \| \| Granada \| \| 6 de junio de 2024 \| San José \| Costa Rica \| \| 4 – 0 \| \| San Cristóbal y Nieves \| \| 8 de junio de 2024 \| Basseterre (San Cristóbal y Nieves) \| Bahamas \| \| 1 – 7 \| \| Trinidad y Tobago \| \| 9 de junio de 2024 \| Saint George's \| Granada \| \| 0 – 3 \| \| Costa Rica \| \| 11 de junio de 2024 \| Basseterre \| San Cristóbal y Nieves \| \| 1 – 0 \| \| Bahamas \| \| 4 de junio de 2025 \| Saint George \| Granada \| \| 6 – 0 \| \| Bahamas \| \| 6 de junio de 2025 \| Puerto España \| Trinidad y Tobago \| \| 6 – 2 \| \| San Cristóbal y Nieves \| \| 7 de junio de 2025 \| Bridgetown (Barbados) \| Bahamas \| \| 0 – 8 \| \| Costa Rica \| \| 10 de junio de 2025 \| Basseterre \| San Cristóbal y Nieves \| \| 2 – 3 \| \| Granada \| \| 10 de junio de 2025 \| San José \| Costa Rica \| \| 2 – 1 \| \| Trinidad y Tobago \| |                                     |                        |                                   |           |                                   |                        |
| Fecha | Lugar                               | Local                  |                                   | Resultado |                                   | Visitante              |
| 5 de junio de 2024 | Puerto España                       | Trinidad y Tobago      | Bandera de Trinidad y Tobago      | 2 – 2     | Bandera de Granada                | Granada                |
| 6 de junio de 2024 | San José                            | Costa Rica             | Bandera de Costa Rica             | 4 – 0     | Bandera de San Cristobal y Nieves | San Cristóbal y Nieves |
| 8 de junio de 2024 | Basseterre (San Cristóbal y Nieves) | Bahamas                | Bandera de Bahamas                | 1 – 7     | Bandera de Trinidad y Tobago      | Trinidad y Tobago      |
| 9 de junio de 2024 | Saint George's                      | Granada                | Bandera de Granada                | 0 – 3     | Bandera de Costa Rica             | Costa Rica             |
| 11 de junio de 2024 | Basseterre                          | San Cristóbal y Nieves | Bandera de San Cristobal y Nieves | 1 – 0     | Bandera de Bahamas                | Bahamas                |
| 4 de junio de 2025 | Saint George                        | Granada                | Bandera de Granada                | 6 – 0     | Bandera de Bahamas                | Bahamas                |
| 6 de junio de 2025 | Puerto España                       | Trinidad y Tobago      | Bandera de Trinidad y Tobago      | 6 – 2     | Bandera de San Cristobal y Nieves | San Cristóbal y Nieves |
| 7 de junio de 2025 | Bridgetown (Barbados)               | Bahamas                | Bandera de Bahamas                | 0 – 8     | Bandera de Costa Rica             | Costa Rica             |
| 10 de junio de 2025 | Basseterre                          | San Cristóbal y Nieves | Bandera de San Cristobal y Nieves | 2 – 3     | Bandera de Granada                | Granada                |
| 10 de junio de 2025 | San José                            | Costa Rica             | Bandera de Costa Rica             | 2 – 1     | Bandera de Trinidad y Tobago      | Trinidad y Tobago      |

### Grupo C
| Pos. | Equipo      | Pts. | PJ | G | E | P | GF | GC | Dif. | Clasificación |
| ---- | ----------- | ---- | -- | - | - | - | -- | -- | ---- | ------------- |
| 1    | Curazao     | 12   | 4  | 4 | 0 | 0 | 15 | 2  | +13  | Tercera ronda |
| 2    | Haití       | 9    | 4  | 3 | 0 | 1 | 11 | 7  | +4   | Tercera ronda |
| 3    | Santa Lucía | 4    | 4  | 1 | 1 | 2 | 5  | 9  | −4   |               |
| 4    | Aruba       | 2    | 4  | 0 | 2 | 2 | 3  | 10 | −7   |               |
| 5    | Barbados    | 1    | 4  | 0 | 1 | 3 | 4  | 10 | −6   |               |

 Fuente: Concacaf
FIFA
Criterios de clasificación: criterios FIFA de desempate
| \| Fecha \| Lugar \| Local \| \| Resultado \| \| Visitante \| \| ------------------- \| --------------------- \| ----------- \| \| --------- \| \| ----------- \| \| 5 de junio de 2024 \| Willemstad \| Curazao \| \| 4 – 1 \| \| Barbados \| \| 6 de junio de 2024 \| Bridgetown (Barbados) \| Haití \| \| 2 – 1 \| \| Santa Lucía \| \| 8 de junio de 2024 \| Oranjestad \| Aruba \| \| 0 – 2 \| \| Curazao \| \| 9 de junio de 2024 \| Bridgetown \| Barbados \| \| 1 – 3 \| \| Haití \| \| 11 de junio de 2024 \| Bridgetown (Barbados) \| Santa Lucía \| \| 2 – 2 \| \| Aruba \| \| 4 de junio de 2025 \| Bridgetown \| Barbados \| \| 1 – 1 \| \| Aruba \| \| 6 de junio de 2025 \| Willemstad \| Curazao \| \| 4 – 0 \| \| Santa Lucía \| \| 7 de junio de 2025 \| Oranjestad \| Aruba \| \| 0 – 5 \| \| Haití \| \| 10 de junio de 2025 \| Willemstad (Curazao) \| Santa Lucía \| \| 2 – 1 \| \| Barbados \| \| 10 de junio de 2025 \| Oranjestad (Aruba) \| Haití \| \| 1 – 5 \| \| Curazao \| |                       |             |                        |           |                        |             |
| Fecha | Lugar                 | Local       |                        | Resultado |                        | Visitante   |
| 5 de junio de 2024 | Willemstad            | Curazao     | Bandera de Curazao     | 4 – 1     | Bandera de Barbados    | Barbados    |
| 6 de junio de 2024 | Bridgetown (Barbados) | Haití       | Bandera de Haití       | 2 – 1     | Bandera de Santa Lucía | Santa Lucía |
| 8 de junio de 2024 | Oranjestad            | Aruba       | Bandera de Aruba       | 0 – 2     | Bandera de Curazao     | Curazao     |
| 9 de junio de 2024 | Bridgetown            | Barbados    | Bandera de Barbados    | 1 – 3     | Bandera de Haití       | Haití       |
| 11 de junio de 2024 | Bridgetown (Barbados) | Santa Lucía | Bandera de Santa Lucía | 2 – 2     | Bandera de Aruba       | Aruba       |
| 4 de junio de 2025 | Bridgetown            | Barbados    | Bandera de Barbados    | 1 – 1     | Bandera de Aruba       | Aruba       |
| 6 de junio de 2025 | Willemstad            | Curazao     | Bandera de Curazao     | 4 – 0     | Bandera de Santa Lucía | Santa Lucía |
| 7 de junio de 2025 | Oranjestad            | Aruba       | Bandera de Aruba       | 0 – 5     | Bandera de Haití       | Haití       |
| 10 de junio de 2025 | Willemstad (Curazao)  | Santa Lucía | Bandera de Santa Lucía | 2 – 1     | Bandera de Barbados    | Barbados    |
| 10 de junio de 2025 | Oranjestad (Aruba)    | Haití       | Bandera de Haití       | 1 – 5     | Bandera de Curazao     | Curazao     |

### Grupo D
| Pos. | Equipo     | Pts. | PJ | G | E | P | GF | GC | Dif. | Clasificación |
| ---- | ---------- | ---- | -- | - | - | - | -- | -- | ---- | ------------- |
| 1    | Panamá     | 12   | 4  | 4 | 0 | 0 | 10 | 1  | +9   | Tercera ronda |
| 2    | Nicaragua  | 9    | 4  | 3 | 0 | 1 | 9  | 4  | +5   | Tercera ronda |
| 3    | Guyana     | 6    | 4  | 2 | 0 | 2 | 6  | 4  | +2   |               |
| 4    | Montserrat | 3    | 4  | 1 | 0 | 3 | 3  | 10 | −7   |               |
| 5    | Belice     | 0    | 4  | 0 | 0 | 4 | 1  | 10 | −9   |               |

 Fuente: Concacaf
FIFA
Criterios de clasificación: criterios FIFA de desempate
| \| Fecha \| Lugar \| Local \| \| Resultado \| \| Visitante \| \| ------------------- \| --------------------------------- \| ---------- \| \| --------- \| \| ---------- \| \| 5 de junio de 2024 \| Managua \| Nicaragua \| \| 4 – 1 \| \| Montserrat \| \| 6 de junio de 2024 \| Ciudad de Panamá \| Panamá \| \| 2 – 0 \| \| Guyana \| \| 8 de junio de 2024 \| Belmopán \| Belice \| \| 0 – 4 \| \| Nicaragua \| \| 9 de junio de 2024 \| Managua (Nicaragua) \| Montserrat \| \| 1 – 3 \| \| Panamá \| \| 11 de junio de 2024 \| Bridgetown (Barbados) \| Guyana \| \| 3 – 1 \| \| Belice \| \| 4 de junio de 2025 \| Couva Central (Trinidad y Tobago) \| Montserrat \| \| 1 – 0 \| \| Belice \| \| 6 de junio de 2025 \| Managua \| Nicaragua \| \| 1 – 0 \| \| Guyana \| \| 7 de junio de 2025 \| Belmopán \| Belice \| \| 0 – 2 \| \| Panamá \| \| 10 de junio de 2025 \| Georgetown \| Guyana \| \| 3 – 0 \| \| Montserrat \| \| 10 de junio de 2025 \| Ciudad de Panamá \| Panamá \| \| 3 – 0 \| \| Nicaragua \| |                                   |            |                       |           |                       |            |
| Fecha | Lugar                             | Local      |                       | Resultado |                       | Visitante  |
| 5 de junio de 2024 | Managua                           | Nicaragua  | Bandera de Nicaragua  | 4 – 1     | Bandera de Montserrat | Montserrat |
| 6 de junio de 2024 | Ciudad de Panamá                  | Panamá     | Bandera de Panamá     | 2 – 0     | Bandera de Guyana     | Guyana     |
| 8 de junio de 2024 | Belmopán                          | Belice     | Bandera de Belice     | 0 – 4     | Bandera de Nicaragua  | Nicaragua  |
| 9 de junio de 2024 | Managua (Nicaragua)               | Montserrat | Bandera de Montserrat | 1 – 3     | Bandera de Panamá     | Panamá     |
| 11 de junio de 2024 | Bridgetown (Barbados)             | Guyana     | Bandera de Guyana     | 3 – 1     | Bandera de Belice     | Belice     |
| 4 de junio de 2025 | Couva Central (Trinidad y Tobago) | Montserrat | Bandera de Montserrat | 1 – 0     | Bandera de Belice     | Belice     |
| 6 de junio de 2025 | Managua                           | Nicaragua  | Bandera de Nicaragua  | 1 – 0     | Bandera de Guyana     | Guyana     |
| 7 de junio de 2025 | Belmopán                          | Belice     | Bandera de Belice     | 0 – 2     | Bandera de Panamá     | Panamá     |
| 10 de junio de 2025 | Georgetown                        | Guyana     | Bandera de Guyana     | 3 – 0     | Bandera de Montserrat | Montserrat |
| 10 de junio de 2025 | Ciudad de Panamá                  | Panamá     | Bandera de Panamá     | 3 – 0     | Bandera de Nicaragua  | Nicaragua  |

### Grupo E
| Pos. | Equipo                    | Pts. | PJ | G | E | P | GF | GC | Dif. | Clasificación |
| ---- | ------------------------- | ---- | -- | - | - | - | -- | -- | ---- | ------------- |
| 1    | Jamaica                   | 12   | 4  | 4 | 0 | 0 | 8  | 2  | +6   | Tercera ronda |
| 2    | Guatemala                 | 9    | 4  | 3 | 0 | 1 | 13 | 5  | +8   | Tercera ronda |
| 3    | República Dominicana      | 6    | 4  | 2 | 0 | 2 | 11 | 5  | +6   |               |
| 4    | Dominica                  | 3    | 4  | 1 | 0 | 3 | 5  | 14 | −9   |               |
| 5    | Islas Vírgenes Británicas | 0    | 4  | 0 | 0 | 4 | 0  | 11 | −11  |               |

 Fuente: Concacaf
FIFA
Criterios de clasificación: criterios FIFA de desempate
| \| Fecha \| Lugar \| Local \| \| Resultado \| \| Visitante \| \| ------------------- \| ------------------- \| ------------------------- \| \| --------- \| \| ------------------------- \| \| 5 de junio de 2024 \| Ciudad de Guatemala \| Guatemala \| \| 6 – 0 \| \| Dominica \| \| 6 de junio de 2024 \| Kingston \| Jamaica \| \| 1 – 0 \| \| República Dominicana \| \| 8 de junio de 2024 \| Road Town \| Islas Vírgenes Británicas \| \| 0 – 3 \| \| Guatemala \| \| 9 de junio de 2024 \| Roseau \| Dominica \| \| 2 – 3 \| \| Jamaica \| \| 11 de junio de 2024 \| San Cristóbal \| República Dominicana \| \| 4 – 0 \| \| Islas Vírgenes Británicas \| \| 4 de junio de 2025 \| Roseau \| Dominica \| \| 3 – 0 \| \| Islas Vírgenes Británicas \| \| 6 de junio de 2025 \| Ciudad de Guatemala \| Guatemala \| \| 4 – 2 \| \| República Dominicana \| \| 7 de junio de 2025 \| Road Town \| Islas Vírgenes Británicas \| \| 0 – 1 \| \| Jamaica \| \| 10 de junio de 2025 \| Santo Domingo \| República Dominicana \| \| 5 – 0 \| \| Dominica \| \| 10 de junio de 2025 \| Kingston \| Jamaica \| \| 3 – 0 \| \| Guatemala \| |                     |                           |                                      |           |                                      |                           |
| Fecha | Lugar               | Local                     |                                      | Resultado |                                      | Visitante                 |
| 5 de junio de 2024 | Ciudad de Guatemala | Guatemala                 | Bandera de Guatemala                 | 6 – 0     | Bandera de Dominica                  | Dominica                  |
| 6 de junio de 2024 | Kingston            | Jamaica                   | Bandera de Jamaica                   | 1 – 0     | Bandera de la República Dominicana   | República Dominicana      |
| 8 de junio de 2024 | Road Town           | Islas Vírgenes Británicas | Bandera de Islas Vírgenes Británicas | 0 – 3     | Bandera de Guatemala                 | Guatemala                 |
| 9 de junio de 2024 | Roseau              | Dominica                  | Bandera de Dominica                  | 2 – 3     | Bandera de Jamaica                   | Jamaica                   |
| 11 de junio de 2024 | San Cristóbal       | República Dominicana      | Bandera de la República Dominicana   | 4 – 0     | Bandera de Islas Vírgenes Británicas | Islas Vírgenes Británicas |
| 4 de junio de 2025 | Roseau              | Dominica                  | Bandera de Dominica                  | 3 – 0     | Bandera de Islas Vírgenes Británicas | Islas Vírgenes Británicas |
| 6 de junio de 2025 | Ciudad de Guatemala | Guatemala                 | Bandera de Guatemala                 | 4 – 2     | Bandera de la República Dominicana   | República Dominicana      |
| 7 de junio de 2025 | Road Town           | Islas Vírgenes Británicas | Bandera de Islas Vírgenes Británicas | 0 – 1     | Bandera de Jamaica                   | Jamaica                   |
| 10 de junio de 2025 | Santo Domingo       | República Dominicana      | Bandera de la República Dominicana   | 5 – 0     | Bandera de Dominica                  | Dominica                  |
| 10 de junio de 2025 | Kingston            | Jamaica                   | Bandera de Jamaica                   | 3 – 0     | Bandera de Guatemala                 | Guatemala                 |

### Grupo F
| Pos. | Equipo                       | Pts. | PJ | G | E | P | GF | GC | Dif. | Clasificación |
| ---- | ---------------------------- | ---- | -- | - | - | - | -- | -- | ---- | ------------- |
| 1    | Surinam                      | 10   | 4  | 3 | 1 | 0 | 10 | 2  | +8   | Tercera ronda |
| 2    | El Salvador                  | 8    | 4  | 2 | 2 | 0 | 7  | 2  | +5   | Tercera ronda |
| 3    | Puerto Rico                  | 7    | 4  | 2 | 1 | 1 | 10 | 2  | +8   |               |
| 4    | San Vicente y las Granadinas | 3    | 4  | 1 | 0 | 3 | 9  | 9  | 0    |               |
| 5    | Anguila                      | 0    | 4  | 0 | 0 | 4 | 0  | 21 | −21  |               |

 Fuente: Concacaf
FIFA
Criterios de clasificación: criterios FIFA de desempate
| \| Fecha \| Lugar \| Local \| \| Resultado \| \| Visitante \| \| ------------------- \| -------------------- \| ---------------------------- \| \| --------- \| \| ---------------------------- \| \| 5 de junio de 2024 \| Paramaribo \| Surinam \| \| 4 – 1 \| \| San Vicente y las Granadinas \| \| 6 de junio de 2024 \| San Salvador \| El Salvador \| \| 0 – 0 \| \| Puerto Rico \| \| 8 de junio de 2024 \| The Valley \| Anguila \| \| 0 – 4 \| \| Surinam \| \| 9 de junio de 2024 \| Paramaribo (Surinam) \| San Vicente y las Granadinas \| \| 1 – 3 \| \| El Salvador \| \| 11 de junio de 2024 \| Bayamón \| Puerto Rico \| \| 8 – 0 \| \| Anguila \| \| 4 de junio de 2025 \| Kingstown \| San Vicente y las Granadinas \| \| 6 – 0 \| \| Anguila \| \| 6 de junio de 2025 \| Paramaribo \| Surinam \| \| 1 – 0 \| \| Puerto Rico \| \| 7 de junio de 2025 \| The Valley \| Anguila \| \| 0 – 3 \| \| El Salvador \| \| 10 de junio de 2025 \| Mayagüez \| Puerto Rico \| \| 2 – 1 \| \| San Vicente y las Granadinas \| \| 10 de junio de 2025 \| San Salvador \| El Salvador \| \| 1 – 1 \| \| Surinam \| |                      |                              |                                         |           |                                         |                              |
| Fecha | Lugar                | Local                        |                                         | Resultado |                                         | Visitante                    |
| 5 de junio de 2024 | Paramaribo           | Surinam                      | Bandera de Surinam                      | 4 – 1     | Bandera de San Vicente y las Granadinas | San Vicente y las Granadinas |
| 6 de junio de 2024 | San Salvador         | El Salvador                  | Bandera de El Salvador                  | 0 – 0     | Bandera de Puerto Rico                  | Puerto Rico                  |
| 8 de junio de 2024 | The Valley           | Anguila                      | Bandera de Anguila                      | 0 – 4     | Bandera de Surinam                      | Surinam                      |
| 9 de junio de 2024 | Paramaribo (Surinam) | San Vicente y las Granadinas | Bandera de San Vicente y las Granadinas | 1 – 3     | Bandera de El Salvador                  | El Salvador                  |
| 11 de junio de 2024 | Bayamón              | Puerto Rico                  | Bandera de Puerto Rico                  | 8 – 0     | Bandera de Anguila                      | Anguila                      |
| 4 de junio de 2025 | Kingstown            | San Vicente y las Granadinas | Bandera de San Vicente y las Granadinas | 6 – 0     | Bandera de Anguila                      | Anguila                      |
| 6 de junio de 2025 | Paramaribo           | Surinam                      | Bandera de Surinam                      | 1 – 0     | Bandera de Puerto Rico                  | Puerto Rico                  |
| 7 de junio de 2025 | The Valley           | Anguila                      | Bandera de Anguila                      | 0 – 3     | Bandera de El Salvador                  | El Salvador                  |
| 10 de junio de 2025 | Mayagüez             | Puerto Rico                  | Bandera de Puerto Rico                  | 2 – 1     | Bandera de San Vicente y las Granadinas | San Vicente y las Granadinas |
| 10 de junio de 2025 | San Salvador         | El Salvador                  | Bandera de El Salvador                  | 1 – 1     | Bandera de Surinam                      | Surinam                      |

## Tercera ronda
Los 12 equipos clasificados fueron distribuidos por sorteo en tres grupos de cuatro cada uno. Cada equipo disputará 6 partidos, 3 en casa y 3 fuera. Los primeros puestos de cada grupo clasifican a la Copa Mundial y los 2 mejores segundos clasifican a los play-off para la fase final de la Copa del Mundo.
El sorteo de los grupos se realizó el 12 de junio de 2025 y los partidos correspondientes a esta ronda se disputarán en las ventanas FIFA de septiembre, octubre y noviembre.

### Grupo A
| Pos. | Equipo      | Pts. | PJ | G | E | P | GF | GC | Dif. | Clasificación                |
| ---- | ----------- | ---- | -- | - | - | - | -- | -- | ---- | ---------------------------- |
| 1    | Panamá      | 0    | 0  | 0 | 0 | 0 | 0  | 0  | 0    | Mundial 2026                 |
| 2    | El Salvador | 0    | 0  | 0 | 0 | 0 | 0  | 0  | 0    | Posible torneo de repechajes |
| 3    | Guatemala   | 0    | 0  | 0 | 0 | 0 | 0  | 0  | 0    |                              |
| 4    | Surinam     | 0    | 0  | 0 | 0 | 0 | 0  | 0  | 0    |                              |

Los primeros partidos se disputarán el 4 de septiembre de 2025.
 Fuente: FIFA
Criterios de clasificación: criterios FIFA de desempate
| \| Fecha \| Lugar \| Local \| \| Resultado \| \| Visitante \| \| ----------------------- \| ------------------- \| ----------- \| \| --------- \| \| ----------- \| \| 4 de septiembre de 2025 \| Paramaribo \| Surinam \| \| – \| \| Panamá \| \| 4 de septiembre de 2025 \| Ciudad de Guatemala \| Guatemala \| \| – \| \| El Salvador \| \| 8 de septiembre de 2025 \| San Salvador \| El Salvador \| \| – \| \| Surinam \| \| 8 de septiembre de 2025 \| Ciudad de Panamá \| Panamá \| \| – \| \| Guatemala \| \| 10 de octubre de 2025 \| \| El Salvador \| \| – \| \| Panamá \| \| 10 de octubre de 2025 \| \| Surinam \| \| – \| \| Guatemala \| \| 14 de octubre de 2025 \| \| Panamá \| \| – \| \| Surinam \| \| 14 de octubre de 2025 \| \| El Salvador \| \| – \| \| Guatemala \| \| 13 de noviembre de 2025 \| \| Guatemala \| \| – \| \| Panamá \| \| 13 de noviembre de 2025 \| \| Surinam \| \| – \| \| El Salvador \| \| 18 de noviembre de 2025 \| \| Panamá \| \| – \| \| El Salvador \| \| 18 de noviembre de 2025 \| \| Guatemala \| \| – \| \| Surinam \| |                     |             |                        |           |                        |             |
| Fecha | Lugar               | Local       |                        | Resultado |                        | Visitante   |
| 4 de septiembre de 2025 | Paramaribo          | Surinam     | Bandera de Surinam     | –         | Bandera de Panamá      | Panamá      |
| 4 de septiembre de 2025 | Ciudad de Guatemala | Guatemala   | Bandera de Guatemala   | –         | Bandera de El Salvador | El Salvador |
| 8 de septiembre de 2025 | San Salvador        | El Salvador | Bandera de El Salvador | –         | Bandera de Surinam     | Surinam     |
| 8 de septiembre de 2025 | Ciudad de Panamá    | Panamá      | Bandera de Panamá      | –         | Bandera de Guatemala   | Guatemala   |
| 10 de octubre de 2025 |                     | El Salvador | Bandera de El Salvador | –         | Bandera de Panamá      | Panamá      |
| 10 de octubre de 2025 |                     | Surinam     | Bandera de Surinam     | –         | Bandera de Guatemala   | Guatemala   |
| 14 de octubre de 2025 |                     | Panamá      | Bandera de Panamá      | –         | Bandera de Surinam     | Surinam     |
| 14 de octubre de 2025 |                     | El Salvador | Bandera de El Salvador | –         | Bandera de Guatemala   | Guatemala   |
| 13 de noviembre de 2025 |                     | Guatemala   | Bandera de Guatemala   | –         | Bandera de Panamá      | Panamá      |
| 13 de noviembre de 2025 |                     | Surinam     | Bandera de Surinam     | –         | Bandera de El Salvador | El Salvador |
| 18 de noviembre de 2025 |                     | Panamá      | Bandera de Panamá      | –         | Bandera de El Salvador | El Salvador |
| 18 de noviembre de 2025 |                     | Guatemala   | Bandera de Guatemala   | –         | Bandera de Surinam     | Surinam     |

### Grupo B
| Pos. | Equipo            | Pts. | PJ | G | E | P | GF | GC | Dif. | Clasificación                |
| ---- | ----------------- | ---- | -- | - | - | - | -- | -- | ---- | ---------------------------- |
| 1    | Jamaica           | 0    | 0  | 0 | 0 | 0 | 0  | 0  | 0    | Mundial 2026                 |
| 2    | Curazao           | 0    | 0  | 0 | 0 | 0 | 0  | 0  | 0    | Posible torneo de repechajes |
| 3    | Trinidad y Tobago | 0    | 0  | 0 | 0 | 0 | 0  | 0  | 0    |                              |
| 4    | Bermudas          | 0    | 0  | 0 | 0 | 0 | 0  | 0  | 0    |                              |

Los primeros partidos se disputarán el 5 de septiembre de 2025.
 Fuente: FIFA
Criterios de clasificación: criterios FIFA de desempate
| \| Fecha \| Lugar \| Local \| \| Resultado \| \| Visitante \| \| ----------------------- \| ------------- \| ----------------- \| \| --------- \| \| ----------------- \| \| 5 de septiembre de 2025 \| Devonshire \| Bermudas \| \| – \| \| Jamaica \| \| 5 de septiembre de 2025 \| Puerto España \| Trinidad y Tobago \| \| – \| \| Curazao \| \| 9 de septiembre de 2025 \| Kingston \| Jamaica \| \| – \| \| Trinidad y Tobago \| \| 9 de septiembre de 2025 \| Willemstad \| Curazao \| \| – \| \| Bermudas \| \| 10 de octubre de 2025 \| \| Curazao \| \| – \| \| Jamaica \| \| 10 de octubre de 2025 \| \| Bermudas \| \| – \| \| Trinidad y Tobago \| \| 14 de octubre de 2025 \| \| Jamaica \| \| – \| \| Bermudas \| \| 14 de octubre de 2025 \| \| Curazao \| \| – \| \| Trinidad y Tobago \| \| 13 de noviembre de 2025 \| \| Trinidad y Tobago \| \| – \| \| Jamaica \| \| 13 de noviembre de 2025 \| \| Bermudas \| \| – \| \| Curazao \| \| 18 de noviembre de 2025 \| \| Jamaica \| \| – \| \| Curazao \| \| 18 de noviembre de 2025 \| \| Trinidad y Tobago \| \| – \| \| Bermudas \| |               |                   |                              |           |                              |                   |
| Fecha | Lugar         | Local             |                              | Resultado |                              | Visitante         |
| 5 de septiembre de 2025 | Devonshire    | Bermudas          | Bandera de Bermudas          | –         | Bandera de Jamaica           | Jamaica           |
| 5 de septiembre de 2025 | Puerto España | Trinidad y Tobago | Bandera de Trinidad y Tobago | –         | Bandera de Curazao           | Curazao           |
| 9 de septiembre de 2025 | Kingston      | Jamaica           | Bandera de Jamaica           | –         | Bandera de Trinidad y Tobago | Trinidad y Tobago |
| 9 de septiembre de 2025 | Willemstad    | Curazao           | Bandera de Curazao           | –         | Bandera de Bermudas          | Bermudas          |
| 10 de octubre de 2025 |               | Curazao           | Bandera de Curazao           | –         | Bandera de Jamaica           | Jamaica           |
| 10 de octubre de 2025 |               | Bermudas          | Bandera de Bermudas          | –         | Bandera de Trinidad y Tobago | Trinidad y Tobago |
| 14 de octubre de 2025 |               | Jamaica           | Bandera de Jamaica           | –         | Bandera de Bermudas          | Bermudas          |
| 14 de octubre de 2025 |               | Curazao           | Bandera de Curazao           | –         | Bandera de Trinidad y Tobago | Trinidad y Tobago |
| 13 de noviembre de 2025 |               | Trinidad y Tobago | Bandera de Trinidad y Tobago | –         | Bandera de Jamaica           | Jamaica           |
| 13 de noviembre de 2025 |               | Bermudas          | Bandera de Bermudas          | –         | Bandera de Curazao           | Curazao           |
| 18 de noviembre de 2025 |               | Jamaica           | Bandera de Jamaica           | –         | Bandera de Curazao           | Curazao           |
| 18 de noviembre de 2025 |               | Trinidad y Tobago | Bandera de Trinidad y Tobago | –         | Bandera de Bermudas          | Bermudas          |

### Grupo C
| Pos. | Equipo     | Pts. | PJ | G | E | P | GF | GC | Dif. | Clasificación                |
| ---- | ---------- | ---- | -- | - | - | - | -- | -- | ---- | ---------------------------- |
| 1    | Costa Rica | 0    | 0  | 0 | 0 | 0 | 0  | 0  | 0    | Mundial 2026                 |
| 2    | Honduras   | 0    | 0  | 0 | 0 | 0 | 0  | 0  | 0    | Posible torneo de repechajes |
| 3    | Haití      | 0    | 0  | 0 | 0 | 0 | 0  | 0  | 0    |                              |
| 4    | Nicaragua  | 0    | 0  | 0 | 0 | 0 | 0  | 0  | 0    |                              |

Los primeros partidos se disputarán el 5 de septiembre de 2025.
 Fuente: FIFA
Criterios de clasificación: criterios FIFA de desempate
| \| Fecha \| Lugar \| Local \| \| Resultado \| \| Visitante \| \| ----------------------- \| -------------------- \| ---------- \| \| --------- \| \| ---------- \| \| 5 de septiembre de 2025 \| Willemstad (Curazao) \| Haití \| \| – \| \| Honduras \| \| 5 de septiembre de 2025 \| Managua \| Nicaragua \| \| – \| \| Costa Rica \| \| 9 de septiembre de 2025 \| San José \| Costa Rica \| \| – \| \| Haití \| \| 9 de septiembre de 2025 \| Tegucigalpa \| Honduras \| \| – \| \| Nicaragua \| \| 9 de octubre de 2025 \| \| Honduras \| \| – \| \| Costa Rica \| \| 9 de octubre de 2025 \| \| Nicaragua \| \| – \| \| Haití \| \| 13 de octubre de 2025 \| \| Costa Rica \| \| – \| \| Nicaragua \| \| 13 de octubre de 2025 \| \| Honduras \| \| – \| \| Haití \| \| 13 de noviembre de 2025 \| \| Haití \| \| – \| \| Costa Rica \| \| 13 de noviembre de 2025 \| \| Nicaragua \| \| – \| \| Honduras \| \| 18 de noviembre de 2025 \| \| Costa Rica \| \| – \| \| Honduras \| \| 18 de noviembre de 2025 \| \| Haití \| \| – \| \| Nicaragua \| |                      |            |                       |           |                       |            |
| Fecha | Lugar                | Local      |                       | Resultado |                       | Visitante  |
| 5 de septiembre de 2025 | Willemstad (Curazao) | Haití      | Bandera de Haití      | –         | Bandera de Honduras   | Honduras   |
| 5 de septiembre de 2025 | Managua              | Nicaragua  | Bandera de Nicaragua  | –         | Bandera de Costa Rica | Costa Rica |
| 9 de septiembre de 2025 | San José             | Costa Rica | Bandera de Costa Rica | –         | Bandera de Haití      | Haití      |
| 9 de septiembre de 2025 | Tegucigalpa          | Honduras   | Bandera de Honduras   | –         | Bandera de Nicaragua  | Nicaragua  |
| 9 de octubre de 2025 |                      | Honduras   | Bandera de Honduras   | –         | Bandera de Costa Rica | Costa Rica |
| 9 de octubre de 2025 |                      | Nicaragua  | Bandera de Nicaragua  | –         | Bandera de Haití      | Haití      |
| 13 de octubre de 2025 |                      | Costa Rica | Bandera de Costa Rica | –         | Bandera de Nicaragua  | Nicaragua  |
| 13 de octubre de 2025 |                      | Honduras   | Bandera de Honduras   | –         | Bandera de Haití      | Haití      |
| 13 de noviembre de 2025 |                      | Haití      | Bandera de Haití      | –         | Bandera de Costa Rica | Costa Rica |
| 13 de noviembre de 2025 |                      | Nicaragua  | Bandera de Nicaragua  | –         | Bandera de Honduras   | Honduras   |
| 18 de noviembre de 2025 |                      | Costa Rica | Bandera de Costa Rica | –         | Bandera de Honduras   | Honduras   |
| 18 de noviembre de 2025 |                      | Haití      | Bandera de Haití      | –         | Bandera de Nicaragua  | Nicaragua  |

### Mejores segundos
| Pos. | Grp. | Equipo                | Pts. | PJ | G | E | P | GF | GC | Dif. | Clasificación        |
| ---- | ---- | --------------------- | ---- | -- | - | - | - | -- | -- | ---- | -------------------- |
| 1    | A    | Segundo lugar Grupo A | 0    | 0  | 0 | 0 | 0 | 0  | 0  | 0    | Torneo de repechajes |
| 2    | B    | Segundo lugar Grupo B | 0    | 0  | 0 | 0 | 0 | 0  | 0  | 0    | Torneo de repechajes |
| 3    | C    | Segundo lugar Grupo C | 0    | 0  | 0 | 0 | 0 | 0  | 0  | 0    |                      |

 Fuente: FIFA
Criterios de clasificación: 1) Puntos; 2) Diferencia de gol; 3) Goles anotados; 4) Puntos disciplinarios; 5) Sorteo.

## Clasificados
| Bandera de Canadá      | Bandera de Estados Unidos | Bandera de México      |
| Canadá                 | Estados Unidos            | México                 |
| Anfitrión              | Anfitrión                 | Anfitrión              |
| Clasificado: 14/2/2023 | Clasificado: 14/2/2023    | Clasificado: 14/2/2023 |

| Bandera de ?          | Bandera de ?          | Bandera de ?          |
| ?                     | ?                     | ?                     |
|                       |                       |                       |
| Clasificado: —/—/2025 | Clasificado: —/—/2025 | Clasificado: —/—/2025 |